# Borracha escolar
Uma borracha escolar
A borracha escolar é um objeto de uso escolar ou em escritório e seu principal uso é apagar erros feitos com o lápis ou lapiseira.

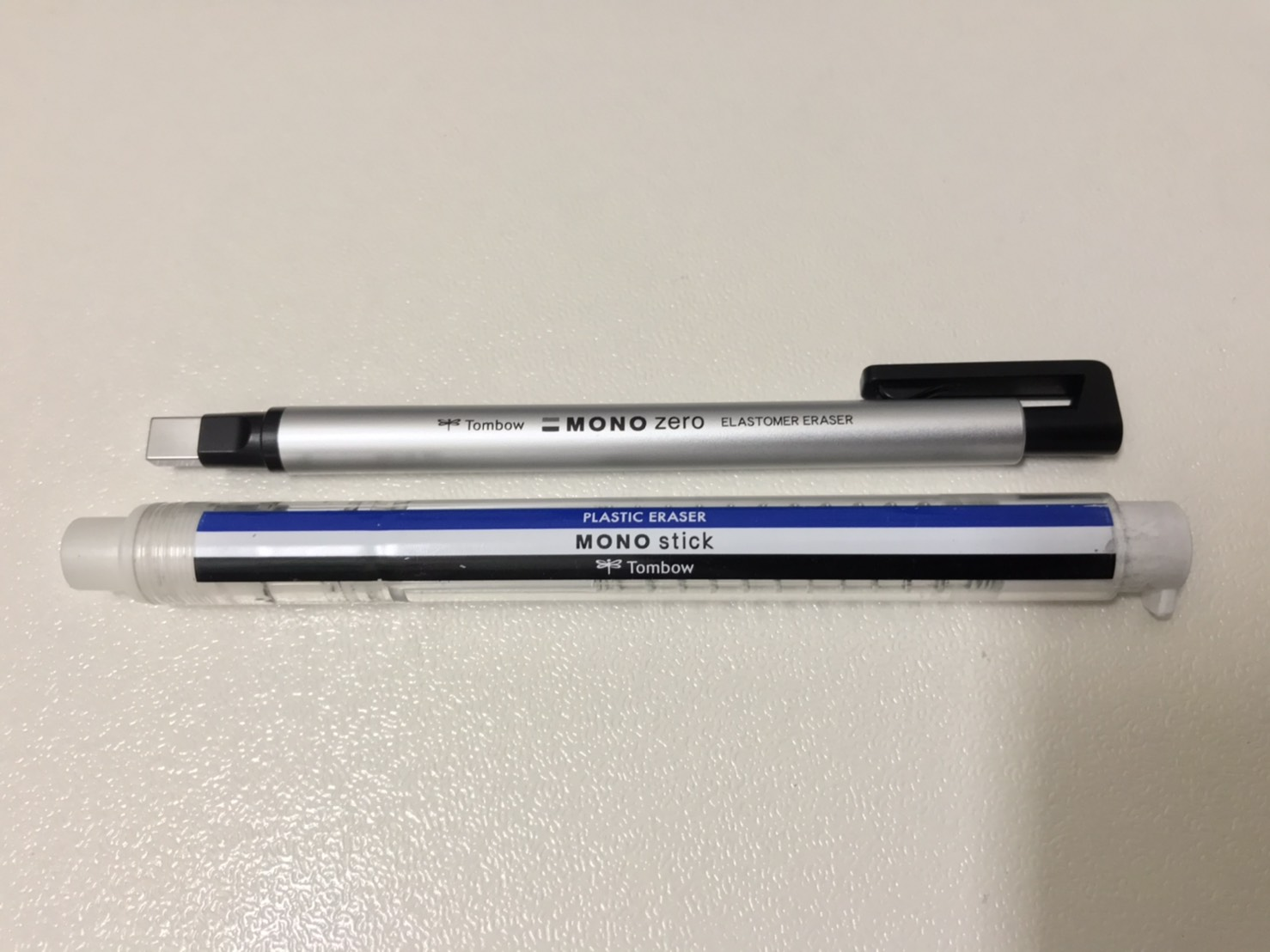
"Caneta" borracha